# Termékéletciklus
Az iparban a termékéletciklus-menedzsment (PLM = product lifecycle management) a termék teljes életciklusának kezelését jelenti a kezdetektől a mérnöki munkán, a tervezésen és a gyártáson keresztül, valamint a gyártott termékek alkalmazásán és kezelésén keresztül. A PLM integrálja az embereket, az adatokat, a folyamatokat és az üzleti rendszereket, és termékinformációs hátteret biztosít a vállalatok és kiterjesztett vállalataik számára.

## Előzmények
A jelenleg PLM néven ismert, kibontakozó üzleti folyamat ihletét az American Motors Corporation (AMC) cég adta. 1985-ben François Castaing, a terméktervezésért és -fejlesztésért felelős alelnök szerint az autógyártó a termékfejlesztési folyamat felgyorsításának módját kereste, hogy jobban versenyezhessen nagyobb versenytársaival szemben. Az AMC a kutatás-fejlesztési erőfeszítéseit arra összpontosította, hogy meghosszabbítsa fő termékeinek, különösen a Jeep-eknek a termékéletciklusát, mivel nem rendelkezett a General Motors, a Ford és a külföldi versenytársak "hatalmas költségvetéseivel." Miután bemutatta a kompakt Jeep Cherokee (XJ) modellt, amely elindította a modern sporttelepjáró (SUV) piacot, az AMC egy új modell fejlesztésébe kezdett, amely később Jeep Grand Cherokee néven lett ismert. A gyorsabb termékfejlesztésre való törekvés első része a számítógépes tervezés (CAD) szoftverrendszer volt, amely növelte a mérnökök hatékonyságát. A második része ennek az erőfeszítésnek az új kommunikációs rendszer volt, amely lehetővé tette a konfliktusok gyorsabb megoldását, valamint a költséges mérnöki változtatások csökkentését, mivel minden rajz és dokumentum egy központi adatbázisban volt tárolva. A termékadat-kezelés olyan hatékony volt, hogy miután az AMC-t megvásárolta a Chrysler, a rendszert az egész vállalatra kiterjesztették, összekapcsolva a termékek tervezésében és gyártásában részt vevő valamennyi érintettet. A PLM-technológia korai alkalmazójaként a Chrysler képes volt az autóipar legalacsonyabb költségű gyártójává válni, mivel a fejlesztési költségek az 1990-es évek közepére az iparági átlag felére csökkentek.

## Formák
A PLM rendszerek segítenek a szervezeteknek megbirkózni a globális versenypiacokon az új termékek kifejlesztésének növekvő komplexitásával és mérnöki kihívásaival.
A termékéletciklus-menedzsmentet (PLM) meg kell különböztetni a "termékéletciklus-menedzsment (marketing)"-től (PLCM). A PLM egy termék mérnöki vonatkozását írja le, a termék leírásainak és tulajdonságainak kezelésétől kezdve a termék fejlesztésén és hasznos élettartamán keresztül; míg a PLCM a termék üzleti piacon való életének kereskedelmi irányítására vonatkozik a költségek és az értékesítési mutatók tekintetében.
A termékéletciklus-menedzsment a gyártó vállalatok informatikai struktúrájának négy alappillére közül az egyiknek tekinthető. Minden vállalatnak szüksége van arra, hogy kezelje a kommunikációt és az információkat ügyfeleivel (CRM-ügyfélkapcsolat-kezelés), beszállítóival és teljesítésével (SCM-ellátásilánc menedzsment), vállalaton belüli erőforrásaival (ERP-vállalati erőforrás-tervezés), valamint terméktervezésével és fejlesztésével (PLM).
A PLM egyik formáját emberközpontú PLM-nek nevezik. Míg a hagyományos PLM-eszközöket csak a kiadáskor vagy a kiadás szakaszában alkalmazzák, addig az emberközpontú PLM a tervezési szakaszt célozza meg.
2009-től kezdve az IKT-fejlesztés (az EU által finanszírozott PROMISE projekt 2004-2008) lehetővé tette, a PLM számára, hogy túlmutasson a hagyományos PLM-en, és integrálja a szenzoradatokat és a valós idejű "életciklus eseményadatokat" a PLM-be, valamint lehetővé tette, hogy ezeket az információkat az egyes termékek teljes életciklusának különböző szereplői számára hozzáférhetővé tegyék (az információs kör bezárása). Ez a PLM kiterjesztését eredményezte a zárt életciklus-menedzsment (CL2M) irányába.

## Előnyök
A termékéletciklus-menedzsment dokumentált előnyei a következők:
- A piacra jutási idő csökkenése
- A teljes árú értékesítés növelése
- Jobb termékminőség és megbízhatóság
- Csökkentett prototípus-készítési költségek
- Pontosabb és időszerűbb árajánlatkérések generálása
- A potenciális értékesítési lehetőségek és bevételi hozzájárulások gyors azonosításának képessége
- Megtakarítás az eredeti adatok újrafelhasználása révén
- A termékoptimalizálás kerete
- Csökkentett pazarlás
- Megtakarítás a mérnöki munkafolyamatok teljes integrációja révén
- Dokumentáció, amely segíthet a RoHS vagy a 21 CFR cím 11. részének való megfelelés bizonyításában
- Lehetőség van arra, hogy a szerződéses gyártók számára hozzáférést biztosítson egy központosított terméknyilvántartáshoz
- Szezonális ingadozások kezelése
- Jobb előrejelzés az anyagköltségek csökkentése érdekében
- Az ellátási láncban való együttműködés maximalizálása

## A termékéletciklus-menedzsment áttekintése
A PLM-en belül öt fő területet különböztetünk meg:
1. A rendszertervezés (SE) az összes követelmény teljesítésére összpontosít, elsősorban a vevői igények kielégítésére, valamint a rendszertervezési folyamat koordinálására az összes érintett szakterület bevonásával. Az életciklus-menedzsment fontos vonatkozása a rendszertervezésen belül a megbízhatósági tervezésnek nevezett részterület.
2. A termék- és portfóliómenedzsment (PPM) az erőforrások elosztásának irányítására, az előrehaladás nyomon követésére, a folyamatban lévő (vagy várakozó státuszban lévő) új termékfejlesztési projektek tervezésére összpontosít. A portfóliómenedzsment olyan eszköz, amely segíti a vezetést az új termékekkel kapcsolatos előrehaladás nyomon követésében és a szűkös erőforrások elosztásakor a kompromisszumos döntések meghozatalában.
3. A terméktervezés (CAx) egy új termék létrehozásának folyamata, amelyet egy vállalkozás a vevőinek értékesít.
4. 4. A gyártási folyamatmenedzsment (MPM) olyan technológiák és módszerek gyűjteménye, amelyeket a termékek gyártásának meghatározására használnak.
5. A termékadat-kezelés (PDM) a termékekkel és/vagy szolgáltatásokkal kapcsolatos információk rögzítésére és karbantartására összpontosít a termékek fejlesztése és hasznos élettartama során. A PDM/PLM fontos része a változáskezelés.

Megjegyzés: Bár a PLM-folyamatokhoz nincs szükség alkalmazási szoftverre, az üzlet összetettsége és a változások sebessége megköveteli a szervezetektől a lehető leggyorsabb végrehajtást.

## Bevezetés a fejlesztési folyamatba
A PLM (termékéletciklus-menedzsment) lényege az összes termékadat létrehozása és központi kezelése, valamint az ezen információk és tudás elérésére használt technológia. A PLM, mint tudományág az olyan eszközökből alakult ki, mint a CAD, a CAM és a PDM, de úgy is felfogható, mint ezen eszközök integrációja a módszerekkel, az emberekkel és a folyamatokkal a termék életének minden szakaszában. Nem csak szoftvertechnológiáról van szó, hanem üzleti stratégiáról is.
Az egyszerűség kedvéért a leírt szakaszokat egy hagyományos szekvenciális mérnöki munkafolyamatban mutatjuk be. Az események és feladatok pontos sorrendje az adott terméktől és iparágtól függően változik, de a főbb folyamatok a következők:
- Megfogalmazás
  - Specifikáció
  - Koncepciótervezés
- Tervezés
  - Részletes tervezés
  - Validálás és elemzés (szimuláció)
  - Eszköztervezés
- Megvalósítás
  - Gyártás megtervezése
  - Gyártás
  - Gyártás/összeszerelés
  - Tesztelés (minőségellenőrzés)

- Szolgáltatás
  - Eladás és szállítás
  - Használat
  - Karbantartás és támogatás
  - Megsemmisítés

A főbb kulcsponti események a következők:
- Megrendelés
- Ötlet
- Elindítás
- Tervezés megállítása
- Kezdeményezés

A valóság azonban sokkal összetettebb, az emberek és a részlegek nem tudják elszigetelten végezni feladataikat, és nem lehet egy tevékenységet egyszerűen végrehajtani, és a következő tevékenységet elkezdeni. A tervezés iteratív folyamat, a terveket gyakran módosítani kell a gyártási korlátok vagy az egymásnak ellentmondó követelmények miatt. Az, hogy egy ügyfélmegrendelés belefér-e az ütemtervbe, az iparág típusától függ, és attól, hogy a termékeket például megrendelésre gyártják, megrendelésre tervezik vagy megrendelésre szerelik össze. 

## A termék életciklusának fázisai és a megfelelő technológiák
Számos szoftveres megoldást fejlesztettek ki a termék életciklusának különböző fázisainak szervezésére és integrálására. A PLM-et nem egyetlen szoftverterméknek kell tekinteni, hanem az életciklus egyes szakaszainak kezelésére, a különböző feladatok összekapcsolására vagy a teljes folyamat irányítására szolgáló szoftvereszközök és munkamódszerek gyűjteményének, amelyek egymással egyesítve vannak. Egyes szoftverszolgáltatók a PLM teljes skáláját lefedik, míg mások egyetlen hiánypótló alkalmazással rendelkeznek. Egyes alkalmazások a PLM számos területét felölelhetik, ugyanazon adatmodellen belül különböző modulokkal. A PLM-en belüli területek áttekintése itt olvasható. Az egyszerű osztályozások nem mindig illeszkednek pontosan; sok terület átfedésben van, és sok szoftvertermék több területet is lefed, vagy nem illeszkedik könnyen egyetlen kategóriába sem. Nem szabad megfeledkezni arról sem, hogy a PLM egyik fő célja a más projektekhez újrafelhasználható tudás összegyűjtése és a sok termék egyidejű, párhuzamos fejlesztésének koordinálása. Ez ugyanannyira az üzleti folyamatokról, emberekről és módszerekről szól, mint a szoftveralkalmazási megoldásokról. Bár a PLM elsősorban a mérnöki feladatokhoz kapcsolódik, magában foglalja a marketing tevékenységeket is, például a termékportfólió-menedzsmentet (PPM), különösen az új termékek fejlesztése (NPD) tekintetében. Az egyes iparágakban többféle életciklus-modell létezik, de a legtöbbjük meglehetősen hasonló. Az alábbiakban egy lehetséges életciklus-modell kerül bemutatásra; bár a hardverorientált termékekre helyezi a hangsúlyt, hasonló fázisok a termék vagy szolgáltatás bármely formáját leírhatják, beleértve a nem műszaki vagy szoftveralapú termékeket is:

### 1. fázis: Megfogalmazás
Elképzelés, meghatározás, tervezés, innováció
Az első szakasz a termékkövetelmények meghatározása a vevő, a vállalat, a piac és a szabályozó szervek szempontjai alapján. Ebből a specifikációból meghatározhatók a termék főbb műszaki paraméterei. Ezzel párhuzamosan történik a kezdeti koncepciótervezési munka, amely meghatározza a termék esztétikáját a főbb funkcionális szempontokkal együtt. Ezekhez a folyamatokhoz számos különböző eszközt használnak, a ceruzától és papírtól kezdve az agyagmodelleken át a 3D CAID számítógépes ipari tervezőszoftverig.
Egyes koncepciók esetében a kutatásba vagy az opciók elemzésébe történő erőforrás-befektetés már a koncepciós fázisba is beletartozhat – pl. a technológia olyan érettségi szintre emelése, amely lehetővé teszi a következő fázisba való továbblépést. Az életciklus-alapú tervezés azonban ismétlődő. Mindig előfordulhat, hogy valami nem működik elég jól bármelyik fázisban ahhoz, hogy egy korábbi fázisba – esetleg egészen a koncepcióig vagy a kutatásig – visszalépjünk. Számos példát hozhatunk fel erre.
Az új termékfejlesztési folyamat fázisa összegyűjti és értékeli mind a piaci, mind a műszaki kockázatokat a KPI és a pontozási modell mérésével. 

### 2. fázis: Tervezés
Leírás, meghatározás, fejlesztés, tesztelés, elemzés és érvényesítés
Itt kezdődik a termék részletes tervezése és formájának kidolgozása, amely a prototípus tesztelésén át a kísérleti kiadástól a teljes termék bevezetéséig tart. Ez magában foglalhatja a meglévő termékek újratervezését és fejlesztési ütemét, valamint a tervezett elavulást is. A tervezéshez és fejlesztéshez használt fő eszköz a CAD. Ez lehet egyszerű 2D-s rajzolás/tervezés vagy 3D-s paraméteres jellemzőalapú szilárdtest/felület modellezés. Az ilyen szoftverek közé tartozik az olyan technológia, mint a hibrid modellezés, a fordított tervezés, a KBE (tudásalapú tervezés), az NDT (roncsolásmentes vizsgálat) és a szerelési konstrukció.
Ez a lépés számos mérnöki szakterületet lefed, beleértve a mechanikai, elektromos, elektronikus, szoftveres (beágyazott), valamint a szakterület-specifikus, például építészeti, űrkutatási, autóipari, ... A geometria tényleges létrehozása mellett ott van az alkatrészek és a termékösszeállítások elemzése. A szimulációs, hitelesítési és optimalizálási feladatokat a CAD-csomagba integrált vagy önálló CAE (computer-aided engineering) szoftverek segítségével végzik. Ezeket olyan feladatok elvégzésére használják, mint a feszültségelemzés, FEA (végeselem-elemzés); kinematika; számítási áramlástan (CFD); és mechanikai eseményszimuláció (MES). A CAQ-t (számítógépes minőségbiztosítás) olyan feladatokra használják, mint a mérettűrés (mérnöki) elemzés. Egy másik feladat, amelyet ebben a szakaszban végeznek, a vásárolt alkatrészek beszerzése, esetleg beszerzési rendszerek segítségével. 

### 3. fázis: Megvalósítás
Gyártás, készítés, építés, beszerzés, előállítás, értékesítés és szállítás
Miután a termék alkotóelemeinek tervezése befejeződött, meghatározásra kerül a gyártás módja. Ez magában foglalja a CAD-feladatokat, például a szerszámtervezést; beleértve a termék alkatrészeinek CNC megmunkálási utasításait, valamint az alkatrészek gyártásához szükséges speciális szerszámok létrehozását, integrált vagy különálló CAM (számítógéppel támogatott gyártás) szoftverek segítségével. Ez magában foglalja az olyan műveletek folyamatszimulációjára szolgáló elemzőeszközöket is, mint például az öntés, a formázás és a préselés.
A gyártási módszer meghatározása után a CPM lép a képbe. Ez magában foglalja a CAPE (számítógéppel támogatott gyártástechnológia) vagy a CAP/CAPP (számítógéppel támogatott gyártástervezés) eszközöket a gyár, az üzem és a létesítmény elrendezésének, valamint a gyártás szimulációjának, pl. a préssor szimulációjának, az ipari ergonómiának, valamint a szerszámválasztás irányításának elvégzésére.
Az alkatrészek gyártása után azok geometriai formája és mérete az eredeti CAD-adatokkal összevetve ellenőrizhető a számítógéppel támogatott ellenőrző berendezések és szoftverek segítségével. A mérnöki feladatokkal párhuzamosan zajlik az értékesítési termékkonfiguráció és a marketing dokumentációs munka. Ez magában foglalhatja a mérnöki adatok (geometria és alkatrészlista adatok) átvitelét egy webalapú értékesítési konfigurátorba és más asztali kiadványszerkesztő rendszerekbe. 

### 4. fázis: Szolgáltatás
Használat, üzemeltetés, karbantartás, támogatás, fenntartás, kivonás, visszavonás, újrahasznosítás és megsemmisítés
Az életciklus egy másik szakasza a "használatban lévő" információk kezelését foglalja magában. Ez magában foglalhatja a javításhoz és karbantartáshoz, valamint a hulladékkezeléshez vagy újrahasznosításhoz szükséges támogatást és információ biztosítását az ügyfelek és a szervizmérnökök számára. Ez magában foglalhatja olyan eszközök használatát, mint például a karbantartás, javítás és felújítás kezelési (MRO) szoftverek.
A hatékony szolgáltatási megfontolás már a terméktervezés során, sőt még azt megelőzően megkezdődik, a termék életciklus-menedzsment szerves részeként. A szolgáltatási életciklus-menedzsmentnek (SLM) a termék életciklusának minden fázisában vannak kritikus érintkezési pontjai, amelyeket figyelembe kell venni. A közös digitális szál összekapcsolása és bővítése nagyobb átláthatóságot biztosít a funkciók között, javítja az adatminőséget, és minimalizálja a költséges késedelmeket és az utómunkálatokat.
Minden terméknek megvan az életciklusa. Legyen szó akár az anyagi tárgyak, akár az információk megszüntetéséről vagy megsemmisítéséről, ezt gondosan át kell gondolni, mivel ez törvényileg szabályozható, és így nem mentes a következményektől. 

#### Működési korszerűsítések
Az üzemeltetési fázis során a termék tulajdonosa felfedezhet olyan alkatrészeket és kellékanyagokat, amelyek elérik egyedi élettartamuk végét, és amelyek esetében csökkenő gyártási források vagy anyaghiány (DMSMS) áll fenn, vagy hogy a meglévő termék egy szélesebb vagy új felhasználói piac számára könnyebben vagy olcsóbban fejleszthető, mint egy teljes újratervezés. Ez a korszerűsítési megközelítés gyakran meghosszabbítja a termék életciklusát és késlelteti az életciklus végi megsemmisítést.

### Minden fázis: termékéletciklus
Kommunikáció, irányítás és együttműködés
A fenti fázisok egyike sem tekinthető elszigeteltnek. A valóságban egy projekt nem szekvenciálisan vagy más termékfejlesztési projektektől elkülönítve zajlik, hanem az információk különböző emberek és rendszerek között áramlanak. A PLM fontos része a termékdefiníciós adatok koordinálása és kezelése. Ez magában foglalja a mérnöki változtatások és az alkatrészek kiadásának állapotát, a termékváltozatok konfigurálását, a dokumentumkezelést, a projekt erőforrásainak tervezését, valamint az időbeosztást és a kockázatértékelést.
Ezekhez a feladatokhoz grafikus, szöveges és meta jellegű adatokat – például a termékek darabjegyzékeit (BOM) – kell kezelni. A mérnöki részlegek szintjén ez a termékadat-kezelő (PDM) szoftverek, illetve vállalati szinten a vállalati adatkezelő (EDM) szoftverek területe; az ilyen merev szintű megkülönböztetések nem feltétlenül használatosak következetesen, azonban jellemző, hogy egy szervezeten belül két vagy több adatkezelő rendszerrel találkozunk. Ezek a rendszerek kapcsolódhatnak más vállalati rendszerekhez is, például SCM, CRM és ERP rendszerekhez. Ezekhez a rendszerekhez projekt-/programtervezési projektmenedzsment-rendszerek kapcsolódnak.
Ezt a központi szerepet számos, a teljes életciklus során és szervezeteken átívelő, együttműködő termékfejlesztési eszköz tölti be. Ehhez számos technológiai eszközre van szükség a konferencia, az adatmegosztás és az adatfordítás területén. Ezt a speciális területet termékvizualizációnak nevezik, amely olyan technológiákat foglal magában, mint a DMU (digitális makett), az interaktív virtuális digitális prototípusok (virtuális valóság) és a fotórealisztikus képalkotás. 
Felhasználói készségek
A PLM megoldáskészleten belül használt eszközök (pl. CAD, CAM, CAx...) széles skáláját kezdetben elkötelezett szakemberek használták, akik időt és energiát fektettek a szükséges készségek elsajátításába. A tervezők és mérnökök kiváló eredményeket értek el a CAD-rendszerekkel, a gyártómérnökök magasan képzett CAM-felhasználókká váltak, míg az elemzők, rendszergazdák és vezetők teljes mértékben elsajátították a támogató technológiákat. A PLM teljes körű előnyeinek kihasználásához azonban a kiterjedt vállalaton belül sok, különböző készségekkel rendelkező ember részvételére van szükség, akiknek mindegyike képes hozzáférni a többi résztvevő bemeneteihez és kimeneteihez, és azokkal együttműködni.
A PLM-eszközök egyre könnyebb használata ellenére a teljes PLM-eszközkészletre vonatkozó keresztképzés nem bizonyult praktikusnak. Most azonban előrelépések történnek a PLM-rendszer minden résztvevője számára történő könnyű használat érdekében. Az egyik ilyen előrelépés a "szerepkör-specifikus" felhasználói felületek elérhetősége. A személyre szabható felhasználói felületek (UI) segítségével a felhasználóknak a funkciójuknak és szakértelmüknek megfelelő parancsokat jelenítünk meg. 
Ezek a technikák a következők:
- Egyidejű mérnöki munkafolyamatok

- Ipari tervezés
- Alulról felfelé irányuló tervezés
- Felülről lefelé irányuló tervezés
- Both-ends-against-the-middle kialakítás
- Elöltöltős tervezési munkafolyamat
- Tervezés kontextusban
- Moduláris tervezés
- NPD új termékfejlesztés
- DFSS tervezés a Six Sigma számára
- DFMA tervezés gyártáshoz/összeszereléshez
- Digitális szimulációs tervezés
- Követelményvezérelt tervezés
- Specifikációvezérelt hitelesítés
- Konfigurációkezelés

### Egyidejű mérnöki munkafolyamat
A párhuzamos mérnöki munkafolyamat (angolul: simultaneous engineering) olyan munkafolyamat, amely a szakaszok egymás utáni lefutása helyett több feladatot párhuzamosan hajt végre. Például: a szerszámtervezés megkezdése, amint a részletes tervezés megkezdődött, és mielőtt a termék részletes tervei elkészültek volna; vagy a részletes tervezési szilárd modellek megkezdése, mielőtt a koncepciótervezési felületmodellek elkészültek volna. Bár ez nem feltétlenül csökkenti a projekthez szükséges munkaerő-ráfordítást, mivel a hiányos és változó információk miatt több módosításra van szükség, drasztikusan csökkenti az átfutási időt és ezáltal a piacra kerülési időt.
A funkció-alapú CAD-rendszerek lehetővé tették a 3D-s szilárdtestmodell és a 2D-s rajz egyidejű feldolgozását két különálló fájl segítségével, a rajz a modell adataira támaszkodik; amikor a modell változik, a rajz is frissül. Egyes CAD-csomagok lehetővé teszik a geometria asszociatív másolást is a fájlok között. Ez lehetővé teszi például az alkatrésztervezés másolását a szerszámtervező által használt fájlba. A gyártómérnök így a végleges terv befagyasztása előtt elkezdheti a munkát a szerszámokon; amikor a terv mérete vagy alakja megváltozik, a szerszámgeometria is frissül. 
A párhuzamos tervezés további előnye, hogy jobb és közvetlenebb kommunikációt biztosít az osztályok között, csökkentve ezzel a költséges, késői tervmódosítások esélyét. A hagyományos szekvenciális tervezés problémamegoldó és újratervező módszerével szemben problémamegelőző módszert alkalmaz.

### Alulról felfelé irányuló tervezés
Az alulról felfelé irányuló tervezés (CAD-központú) akkor fordul elő, amikor a termék 3D modelljeinek meghatározása az egyes alkatrészek megépítésével kezdődik. Ezeket aztán virtuálisan több szintű részegységekbe foglalják össze, amíg a teljes termék digitálisan meg nem születik. Ezt néha "felülvizsgálati struktúrának" is nevezik, amely megmutatja, hogyan fog kinézni a termék. A BOM tartalmazza a termék összes fizikai (szilárd) alkatrészét a CAD-rendszerből; tartalmazhat (de nem mindig) más "ömlesztett tételeket" is, amelyek a végtermékhez szükségesek, de amelyek (annak ellenére, hogy meghatározott fizikai tömeggel és térfogattal rendelkeznek) általában nem kapcsolódnak a CAD-geometriához, mint például festék, ragasztó, olaj, ragasztószalag és egyéb anyagok.
Az alulról felfelé irányuló tervezés általában a rendelkezésre álló valós fizikai technológia képességeire összpontosít, és azokat a megoldásokat valósítja meg, amelyekre ez a technológia a legalkalmasabb. Ha ezek az alulról felfelé irányuló megoldások valós értékkel bírnak, az alulról felfelé irányuló tervezés sokkal hatékonyabb lehet, mint a felülről lefelé irányuló tervezés. Az alulról felfelé tervezés kockázata az, hogy nagyon hatékonyan kínál megoldásokat alacsony értékű problémákra. Az alulról felfelé irányuló tervezés középpontjában az áll, hogy "mit tudunk a leghatékonyabban elvégezni ezzel a technológiával?", nem pedig a felülről lefelé irányuló tervezés középpontjában, amely a "Mi a legértékesebb dolog, amit meg kell tennünk?". 

### Felülről lefelé irányuló tervezés
A felülről lefelé irányuló tervezés a magas szintű funkcionális követelményekre összpontosít, és viszonylag kevesebb figyelmet fordít a meglévő megvalósítási technológiára. A legfelső szintű specifikációt többször alacsonyabb szintű struktúrákra és specifikációkra bontják, amíg el nem érik a fizikai megvalósítási réteget. A felülről lefelé irányuló tervezés kockázata, hogy nem használja ki a jelenlegi fizikai technológia hatékonyabb alkalmazásait, mivel az alacsonyabb szintű absztrakciós rétegek túlzottan magasak, mivel olyan absztrakciós utat követnek, amely nem illeszkedik hatékonyan a rendelkezésre álló komponensekhez, pl. külön-külön határozzák meg az érzékelési, feldolgozási és vezeték nélküli kommunikációs elemeket, még akkor is, ha rendelkezésre áll egy megfelelő komponens, amely ezeket egyesíti. A felülről lefelé tervezés pozitív értéke, hogy megmarad az optimális megoldási követelményekre való összpontosítás. 
Az alkatrészközpontú felülről lefelé tervezés kiküszöbölheti a felülről lefelé tervezés néhány kockázatát. Ez egy elrendezési modellel kezdődik, amely gyakran egy egyszerű 2D-s vázlat, amely meghatározza az alapvető méreteket és néhány fő meghatározó paramétert, és amely tartalmazhat néhány ipari tervezési elemet. Az ebből származó geometria asszociatív módon lemásolódik a következő szintre, amely a termék különböző alrendszereit képviseli. Az alrendszerek geometriáját ezután az alatta lévő szintek részletesebb meghatározásához használják. A termék összetettségétől függően az összeállítás több szintjét hozzák létre, amíg az alkatrészek alapvető meghatározása, például a pozíció és a főméretek nem azonosíthatóak. Ezt az információt ezután asszociatív módon átmásolják az alkatrészfájlokba. Ezekben a fájlokban az alkatrészek részletesen kidolgozottak; itt kezdődik a klasszikus alulról felfelé történő összeszerelés. 
A felülről lefelé történő összeszerelést néha "vezérlési struktúrának" is nevezik. Ha egyetlen fájlt használnak a felülvizsgálati struktúra elrendezésének és paramétereinek meghatározására, azt gyakran vázfájlnak nevezik.
A védelmi tervezés hagyományosan felülről lefelé haladva fejleszti a termékszerkezetet. A rendszertervezési folyamat előírja a követelmények funkcionális lebontását, majd a termékszerkezet fizikai hozzárendelését a funkciókhoz. Ez a felülről lefelé irányuló megközelítés általában a termékszerkezet alacsonyabb szintjeit CAD-adatokból alulról felfelé irányuló szerkezetként vagy tervként fejleszti ki. 

### Both-ends-against-the-middle kialakítás
A Both-ends-against-the-middle (BEATM) tervezés egy olyan tervezési folyamat, amely arra törekszik, hogy a felülről lefelé irányuló tervezés és az alulról felfelé irányuló tervezés legjobb tulajdonságait egyetlen folyamatban egyesítse. A BEATM tervezési folyamat folyamata kezdődhet egy olyan kialakulóban lévő technológiával, amely olyan megoldásokat javasol, amelyek értéket képviselhetnek, vagy kezdődhet egy fontos, megoldásra váró probléma felülről lefelé irányuló nézetével. Mindkét esetben a BEATM tervezési módszertan legfontosabb jellemzője, hogy azonnal a tervezési folyamat mindkét végére összpontosít: a megoldási követelmények felülről lefelé irányuló nézetére és a rendelkezésre álló, hatékony megoldást ígérő technológiák alulról felfelé irányuló nézetére. A BEATM tervezési folyamat mindkét végpontról halad előre, hogy valahol a felülről lefelé irányuló követelmények és az alulról felfelé irányuló hatékony megvalósítás közötti optimumot keresse. Így a BEATM bizonyítottan valóban a két módszer legjobbját kínálja. Valóban, a legjobb sikertörténetek közül néhány akár a felülről lefelé, akár az alulról felfelé irányuló siker a BEATM-módszertan ösztönös, de nem tudatos alkalmazása miatt volt sikeres. Tudatosan alkalmazva a BEATM még erőteljesebb előnyöket kínál. 

### Elöltöltős tervezés és munkafolyamat
Az elöltöltős tervezés a felülről lefelé irányuló tervezést viszi a következő szintre. A teljes ellenőrzési struktúra és felülvizsgálati struktúra, valamint az olyan későbbi adatok, mint a rajzok, a szerszámfejlesztés és a CAM-modellek már a termék meghatározása vagy a projektindítás engedélyezése előtt felépülnek. Ezek a fájlösszeállítások olyan sablont alkotnak, amelyből termékcsaládok építhetők. Amikor döntés születik egy új termékről, a termék paramétereit be kell vinni a sablonmodellbe, és az összes kapcsolódó adatot frissíteni kell. Nyilvánvaló, hogy az előre meghatározott asszociatív modellek nem képesek minden lehetőséget előre jelezni, és további munkát igényelnek. A fő elv az, hogy a kísérleti/kutatási munka nagy része már befejeződött. Sok tudás épül be ezekbe a sablonokba, amelyeket új termékeknél újra fel lehet használni. Ez ugyan "elölről" további erőforrásokat igényel, de drasztikusan lerövidítheti a projekt kezdete és elindítása közötti időt. Az ilyen módszerek azonban szervezeti változásokat igényelnek, mivel jelentős mérnöki erőfeszítések kerülnek át az "offline" fejlesztési részlegekbe. Ez analógia lehet egy koncepcióautó létrehozásával, amellyel új technológiát tesztelnek a jövőbeli termékekhez, de ebben az esetben a munkát közvetlenül a következő termékgenerációban használják fel. 

### Tervezés kontextusban
Az egyes alkatrészek nem építhetők elszigetelten. Az alkatrészek CAD- és CAID-modelljei a fejlesztendő terméken belüli néhány vagy összes többi alkatrész kontextusában jönnek létre. Ezt az összeszerelési modellezési technikák segítségével érik el. A többi alkatrész geometriája látható és hivatkozható a használt CAD-eszközben. A többi hivatkozott alkatrész létrehozható, de az is lehet, hogy nem ugyanazzal a CAD-eszközzel készült, és a geometriájuk más együttműködő termékfejlesztési (CPD) formátumokból lett lefordítva. Néhány összeszerelési ellenőrzés, mint például a DMU, szintén termékvizualizációs szoftverrel történik. 

## Termék- és folyamatéletciklus-menedzsment (PPLM)
A termék- és folyamatéletciklus-menedzsment (PPLM) a PLM egy alternatív műfaja, amelyben a termék előállításának folyamata ugyanolyan fontos, mint maga a termék. Jellemzően az élettudományok és a fejlett speciális vegyi anyagok piacát jelenti. Egy adott vegyület előállítása mögötti folyamat kulcsfontosságú eleme az új gyógyszer iránti kérelem benyújtása. Ezért a PPLM a folyamat fejlesztése körüli információk kezelésére törekszik, hasonlóan ahhoz, ahogyan az alap PLM a termék fejlesztése körüli információk kezeléséről beszél.
A PPLM implementációk egyik változata a folyamatfejlesztési végrehajtási rendszerek (PDES). Ezek jellemzően a csúcstechnológiai gyártástechnológiai fejlesztések teljes fejlesztési ciklusát megvalósítják, a kezdeti koncepciótól a fejlesztésen keresztül a gyártásig. A PDES integrálja a potenciálisan különböző jogi személyiségű, különböző háttérrel rendelkező embereket, az adatokat, az információkat és a tudást, valamint az üzleti folyamatokat. 

## Piaci méret
A nagy recesszió után a PLM beruházások 2010-től kezdődően nagyobb növekedési ütemet mutattak, mint a legtöbb általános IT-kiadás.
A PLM-szoftverekre és -szolgáltatásokra fordított teljes kiadás 2020-ban évi 26 milliárd dollárra becsülték, 2021 és 2028 között 7,2%-os éves növekedési ütemmel, amit várhatóan az irányítási funkciókat, például a változás-, költség-, megfelelési, adat- és irányításmenedzsmentet szolgáló szoftvermegoldások iránti kereslet hajtott.

## A termelési rendszerek piramisa
Malakooti (2013) szerint a termelési rendszerekben öt hosszú távú célt kell figyelembe venni:
- Költségek: Amely pénzegységben mérhető, és általában fix és változó költségekből áll.
- Termelékenység: Amelyet az adott időszak alatt előállított termékek számában lehet mérni.
- Minőség: A minőséget például a vevői elégedettségi szintek alapján lehet mérni.
- Rugalmasság: A rendszer azon képességét lehet mérni, hogy például különböző termékeket tudjon előállítani.
- Fenntarthatóság: Mérhető az ökológiai megfelelőség, azaz a termelési rendszer biológiai és környezeti hatásai alapján.

Az öt tárgy közötti kapcsolat egy piramis formájában ábrázolható, amelynek csúcsa a legalacsonyabb költséghez, a legnagyobb termelékenységhez, a legmagasabb minőséghez, a legnagyobb rugalmassághoz és a legnagyobb fenntarthatósághoz kapcsolódik. A piramis belső pontjai az öt kritérium különböző kombinációihoz kapcsolódnak. A piramis csúcsa egy ideális (de valószínűleg nagyon megvalósíthatatlan) rendszert képvisel, míg a piramis alapja a lehető legrosszabb rendszert. 

## Fordítás
Ez a szócikk részben vagy egészben  a   Product lifecycle című angol Wikipédia-szócikk fordításán alapul.  Az eredeti cikk szerkesztőit annak laptörténete sorolja fel. Ez a jelzés csupán a megfogalmazás eredetét és a szerzői jogokat jelzi, nem szolgál a cikkben szereplő információk forrásmegjelöléseként.

## További olvasmányok
- Bergsjö, Dag (2009). Product Lifecycle Management – Architectural and Organisational Perspectives (PDF). Chalmers Universitc of Technology. ISBN 9789173852579
- Grieves, Michael (2005). Product Lifecycle Management. Driving the Next Generation of Lean Thinking. McGraw-Hill. ISBN 9780071452304
- Saaksvuori, Antti (2008). Product Lifecycle Management. Springer. ISBN 9783540781738